# Seissan
Seissan is een gemeente in het Franse departement Gers (regio Occitanie). De plaats maakt deel uit van het arrondissement Auch. Seissan telde op 1 januari 2022 1.098 inwoners.

## Geschiedenis
In de Gallo-Romeinse periode was er al een nederzetting op de rechteroever van de Gers.
Seissan was vanaf de 10e eeuw een heerlijkheid onder de Abdij van Faget. De abt van Faget liet een kasteel bouwen op een rots op de linkeroever van de rivier. Rond dat kasteel, waarvan enkel een toren rest, ontstond in de 12e eeuw een dorp. In 1288 werd een bastide gesticht onderaan de rots van het kasteel. In 1326 werd de soevereiniteit over Seissan verdeeld over de Abdij van Faget en het graafschap Astarac. De plaats ontwikkelde zich als handelscentrum maar Seissan werd op 23 oktober 1355 in de as gelegd door Eduard van Woodstock, de Zwarte Prins.
Rond 1775 werd de nieuwe weg tussen Auch en de Pyreneeën aangelegd en het centrum van Seissan verplaatste zich naar daar.
Aan het einde van de 19e eeuw werd de oude middeleeuwse kerk afgebroken wegens bouwvalligheid en werd een nieuwe kerk gebouwd.

## Geografie
De oppervlakte van Villenouvelle bedroeg op 1 januari 2022 18,56 vierkante kilometer; de bevolkingsdichtheid was toen 59,2 inwoners per km². De Gers stroomt door de gemeente.

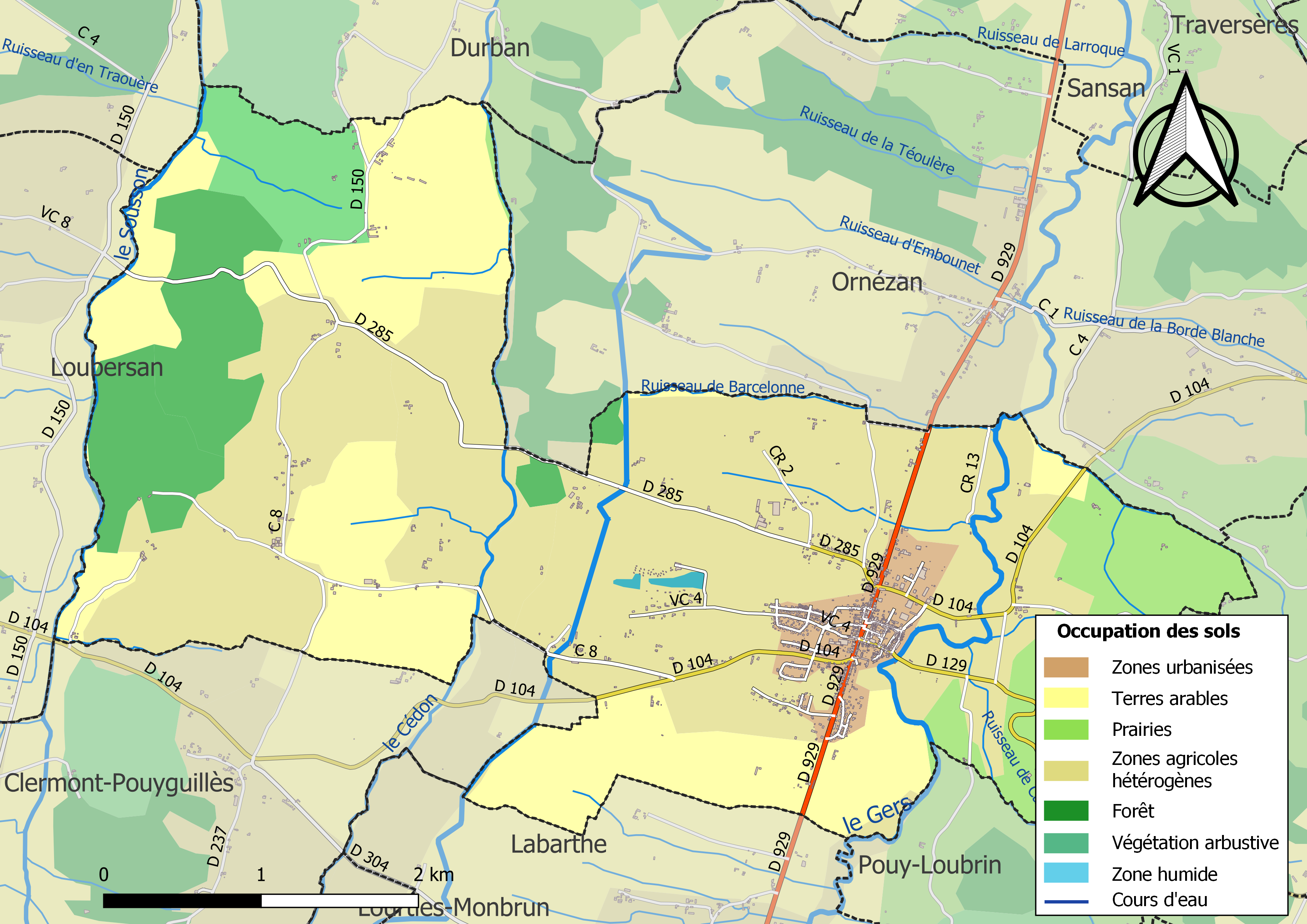
Kaart van de gemeente met belangrijkste infrastructuur, bodemgebruik en omliggende gemeenten

## Demografie
De figuur toont het verloop van het inwonertal (bron: INSEE-tellingen).

## Geboren
- Anselme Batbie (1828-1887), rechtsgeleerde en politicus